# Torneo del Interior B 2012
El Torneo del Interior 2012 - Zona Ascenso, también llamado "Torneo del Interior B 2012", fue la octava edición del segundo nivel del Torneo del Interior, competencia organizada por la Unión Argentina de Rugby que reúne a los mejores clubes de todas las uniones provinciales de la Argentina, excluyendo a la Unión de Rugby de Buenos Aires. Se llevó a cabo entre el 13 de octubre y el 17 de noviembre de 2012.
La final del torneo fue disputada por Huirapuca y Córdoba Athletic Club, siendo esta la primera final a nivel nacional para el club cordobés. El conjunto tucumano se impuso por 28 a 11, consiguiendo así su segundo título en la historia del torneo, tras el obtenido en 2009 y convirtiéndose en el primer equipo en ganar el torneo en más de una ocasión. La victoria en la final también otorgó una sexta plaza al Torneo Regional NOA para el Torneo del Interior A 2013.

## Equipos participantes
Participaron del torneo 16 clubes, los cuales clasificaron de acuerdo a su desempeño en los distintos torneos regionales: 3 del Torneo Regional Centro, 3 del Torneo Regional del Litoral, 2 del Torneo Regional del NOA, 2 del Torneo Regional del NEA, 2 del Torneo Regional del Oeste, 2 del Torneo Regional Pampeano y 2 del Torneo Regional Patagónico.
| Club                           | Vía de clasificación                                                  |
| ------------------------------ | --------------------------------------------------------------------- |
| Córdoba Athletic Club          | 4.º puesto en el Torneo Regional Centro 2012.                         |
| Urú Curé                       | Ganador de la Liguilla TDI del Torneo Regional Centro 2012.           |
| Palermo Bajo                   | 2.º puesto en la Liguilla TDI del Torneo Regional Centro 2012.        |
| Estudiantes de Paraná          | 5.º puesto en el Torneo Regional del Litoral 2012.                    |
| Universitario de Santa Fe      | 6.º puesto en el Torneo Regional del Litoral 2012.                    |
| CRAI                           | 7.º puesto en el Torneo Regional del Litoral 2012.                    |
| CURNE                          | Campeón del Torneo Regional del Nordeste 2012.                        |
| San Patricio                   | Subcampeón del Torneo Regional del Nordeste 2012.                     |
| Huirapuca                      | Subcampeón de la Copa de Plata del Torneo Regional del Noroeste 2012. |
| Lince Rugby Club               |                                                                       |
| Teqüe                          | Semifinalista del Torneo Regional del Oeste 2012.                     |
| Universitario de Mendoza       | Semifinalista del Torneo Regional del Oeste 2012.                     |
| Mar del Plata Club             | Semifinalista del Torneo Regional Pampeano 2012.                      |
| Universitario de Mar del Plata | Semifinalista del Torneo Regional Pampeano 2012.                      |
| Neuquén Rugby Club             | Campeón del Torneo Regional Patagónico 2012.                          |
| Marabunta                      | Subcampeón del Torneo Regional Patagónico 2012.                       |

### Distribución geográfica de los equipos
| Jurisdicción              | Cant. | Equipos                                       |
| ------------------------- | ----- | --------------------------------------------- |
| Provincia de Córdoba      | 3     | Urú Curé, Palermo Bajo, Córdoba Athletic      |
| Provincia de Santa Fe     | 2     | Universitario de Santa Fe, CRAI               |
| Provincia de Tucumán      | 2     | Lince, Huirapuca                              |
| Provincia de Buenos Aires | 2     | Mar del Plata, Universitario de Mar del Plata |
| Provincia de Mendoza      | 2     | Teqüe, Universitario de Mendoza               |
| Provincia del Chaco       | 2     | CURNE, San Patricio                           |
| Provincia del Neuquén     | 1     | Neuquén                                       |
| Provincia de Río Negro    | 1     | Marabunta                                     |
| Provincia de Entre Ríos   | 1     | CAE                                           |

## Primera fase

### Zona 1
| Pos. | Equipos      | Partidos | Partidos | Partidos | Tantos | Tantos | Tantos | Pts. |
| Pos. | Equipos      | G        | E        | P        | PF     | PC     | DP     | Pts. |
| ---- | ------------ | -------- | -------- | -------- | ------ | ------ | ------ | ---- |
| 1.º  | Huirapuca    | 3        | 0        | 0        | 102    | 48     | +54    | 6    |
| 2.º  | CURNE        | 2        | 0        | 1        | 51     | 50     | +1     | 4    |
| 3.º  | Palermo Bajo | 1        | 0        | 2        | 73     | 75     | -2     | 2    |
| 4.º  | San Patricio | 0        | 0        | 3        | 77     | 130    | -53    | 0    |

|  | Clasifica a fase final |

| 13 de octubre | CURNE | 28 - 27 | San Patricio |                                            |                                            |
|               |       | Reporte |              | Árbitro(s): Diego Dlugovitzky (Entre Ríos) | Árbitro(s): Diego Dlugovitzky (Entre Ríos) |

| 13 de octubre | Huirapuca | 32 - 18 | Palermo Bajo |                                   |                                   |
|               |           | Reporte |              | Árbitro(s): Osvaldo Cuello (Cuyo) | Árbitro(s): Osvaldo Cuello (Cuyo) |

| 20 de octubre | Palermo Bajo | 6 - 10  | CURNE |                                        |                                        |
|               |              | Reporte |       | Árbitro(s): Emilio Traverso (Santa Fe) | Árbitro(s): Emilio Traverso (Santa Fe) |

| 20 de octubre | Huirapuca | 53 - 17 | San Patricio |                                  |                                  |
|               |           | Reporte |              | Árbitro(s): Jason Mola (Córdoba) | Árbitro(s): Jason Mola (Córdoba) |

| 27 de octubre | CURNE | 13 - 17 | Huirapuca |                                  |                                  |
|               |       | Reporte |           | Árbitro(s): Jason Mola (Córdoba) | Árbitro(s): Jason Mola (Córdoba) |

| 27 de octubre | San Patricio | 33 - 49 | Palermo Bajo |                                       |                                       |
|               |              | Reporte |              | Árbitro(s): Patricio Padrón (Tucumán) | Árbitro(s): Patricio Padrón (Tucumán) |

### Zona 2
| Pos. | Equipos            | Partidos | Partidos | Partidos | Tantos | Tantos | Tantos | Pts. |
| Pos. | Equipos            | G        | E        | P        | PF     | PC     | DP     | Pts. |
| ---- | ------------------ | -------- | -------- | -------- | ------ | ------ | ------ | ---- |
| 1.º  | Córdoba Athletic   | 2        | 0        | 1        | 91     | 78     | +13    | 4    |
| 2.º  | Lince              | 2        | 0        | 1        | 83     | 78     | +5     | 4    |
| 3.º  | Urú Curé           | 2        | 0        | 1        | 72     | 47     | +25    | 4    |
| 4.º  | Universitario (SF) | 0        | 0        | 3        | 52     | 95     | -43    | 0    |

|  | Clasifica a fase final |

| 13 de octubre | Córdoba Athletic | 45 - 27 | Universitario (SF) |                                    |                                    |
|               |                  | Reporte |                    | Árbitro(s): Carlos Pinto (Tucumán) | Árbitro(s): Carlos Pinto (Tucumán) |

| 13 de octubre | Urú Curé | 42 - 12 | Lince |                                        |                                        |
|               |          | Reporte |       | Árbitro(s): Juan Spirandelli (Rosario) | Árbitro(s): Juan Spirandelli (Rosario) |

| 20 de octubre | Lince | 32 - 17 | Córdoba Athletic |                                    |                                    |
|               |       | Reporte |                  | Árbitro(s): Carlos Poggi (Rosario) | Árbitro(s): Carlos Poggi (Rosario) |

| 20 de octubre | Urú Curé | 11 - 6  | Universitario (SF) |                                    |                                    |
|               |          | Reporte |                    | Árbitro(s): Claudio Antonio (Cuyo) | Árbitro(s): Claudio Antonio (Cuyo) |

| 27 de octubre | Córdoba Athletic | 29 - 19 | Urú Curé |                                      |                                      |
|               |                  | Reporte |          | Árbitro(s): Javier Heredia (Córdoba) | Árbitro(s): Javier Heredia (Córdoba) |

| 27 de octubre | Lince | 39 - 19 | Universitario (SF) |                                 |                                 |
|               |       | Reporte |                    | Árbitro(s): José Covassi (Cuyo) | Árbitro(s): José Covassi (Cuyo) |

### Zona 3
| Pos. | Equipos               | Partidos | Partidos | Partidos | Tantos | Tantos | Tantos | Pts. |
| Pos. | Equipos               | G        | E        | P        | PF     | PC     | DP     | Pts. |
| ---- | --------------------- | -------- | -------- | -------- | ------ | ------ | ------ | ---- |
| 1.º  | Teqüe                 | 3        | 0        | 0        | 98     | 76     | +22    | 6    |
| 2.º  | CRAI                  | 1        | 1        | 1        | 86     | 66     | +20    | 3    |
| 3.º  | Estudiantes de Paraná | 1        | 1        | 1        | 74     | 51     | +23    | 3    |
| 4.º  | Universitario (M)     | 0        | 0        | 3        | 44     | 109    | -65    | 0    |

|  | Clasifica a fase final |

| 13 de octubre | Estudiantes de Paraná | 39 - 12 | Universitario (M) |                                          |                                          |
|               |                       | Reporte |                   | Árbitro(s): Fernando Rodríguez (Córdoba) | Árbitro(s): Fernando Rodríguez (Córdoba) |

| 13 de octubre | Teqüe | 38 - 37 | CRAI |                                      |                                      |
|               |       | Reporte |      | Árbitro(s): Javier Heredia (Córdoba) | Árbitro(s): Javier Heredia (Córdoba) |

| 20 de octubre | CRAI | 15 - 15 | Estudiantes de Paraná |                                            |                                            |
|               |      | Reporte |                       | Árbitro(s): Maximiliano Tempesta (Rosario) | Árbitro(s): Maximiliano Tempesta (Rosario) |

| 20 de octubre | Teqüe | 36 - 19 | Universitario (M) |                                 |                                 |
|               |       | Reporte |                   | Árbitro(s): José Covassi (Cuyo) | Árbitro(s): José Covassi (Cuyo) |

| 27 de octubre | Universitario (M) | 13 - 34 | CRAI |                                       |                                       |
|               |                   | Reporte |      | Árbitro(s): Víctor Riera (Alto Valle) | Árbitro(s): Víctor Riera (Alto Valle) |

| 27 de octubre | Estudiantes de Paraná | 20 - 24 | Teqüe |                                        |                                        |
|               |                       | Reporte |       | Árbitro(s): Alvaro Del Barco (Tucumán) | Árbitro(s): Alvaro Del Barco (Tucumán) |

### Zona 4
| Pos. | Equipos             | Partidos | Partidos | Partidos | Tantos | Tantos | Tantos | Pts. |
| Pos. | Equipos             | G        | E        | P        | PF     | PC     | DP     | Pts. |
| ---- | ------------------- | -------- | -------- | -------- | ------ | ------ | ------ | ---- |
| 1.º  | Neuquén RC          | 3        | 0        | 0        | 87     | 47     | +40    | 6    |
| 2.º  | Mar del Plata Club  | 2        | 0        | 1        | 77     | 59     | +18    | 4    |
| 3.º  | Universitario (MDP) | 1        | 0        | 2        | 44     | 83     | -39    | 2    |
| 4.º  | Marabunta           | 0        | 0        | 3        | 55     | 74     | -19    | 0    |

|  | Clasifica a fase final |

| 13 de octubre | Neuquén RC | 41 - 8  | Universitario (MDP) |                                |                                |
|               |            | Reporte |                     | Árbitro(s): Diego Samuel (Sur) | Árbitro(s): Diego Samuel (Sur) |

| 14 de octubre | Mar del Plata Club | 30 - 21 | Marabunta |                                     |                                     |
|               |                    | Reporte |           | Árbitro(s): Emiliano Coll (Rosario) | Árbitro(s): Emiliano Coll (Rosario) |

| 20 de octubre | Marabunta | 14 - 17 | Neuquén RC |                                     |                                     |
|               |           | Reporte |            | Árbitro(s): Daniel Araque (Austral) | Árbitro(s): Daniel Araque (Austral) |

| 20 de octubre | Mar del Plata Club | 22 - 9  | Universitario (MDP) |                                       |                                       |
|               |                    | Reporte |                     | Árbitro(s): Federico Fioravanti (Sur) | Árbitro(s): Federico Fioravanti (Sur) |

| 28 de octubre | Neuquén RC | 29 - 25 | Mar del Plata Club |                                          |                                          |
|               |            | Reporte |                    | Árbitro(s): Sebastián Cárdenas (Austral) | Árbitro(s): Sebastián Cárdenas (Austral) |

| 28 de octubre | Universitario (MDP) | 27 - 20 | Marabunta |                                              |                                              |
|               |                     | Reporte |           | Árbitro(s): Juan Pablo Spirandelli (Rosario) | Árbitro(s): Juan Pablo Spirandelli (Rosario) |

## Fase final

### Cuadro de desarrollo
|  | Cuartos de final   | Cuartos de final |                  |            | Semifinales     | Semifinales     |  |           | Final           | Final           |  |
|  | 3 de noviembre     | 3 de noviembre   |                  |            | 10 de noviembre | 10 de noviembre |  |           | 17 de noviembre | 17 de noviembre |  |
|  |                    |                  |                  |            |                 |                 |  |           |                 |                 |  |
|  |                    |                  |                  |            |                 |                 |  |           |                 |                 |  |
|  | Teqüe              | 32               |                  |            |                 |                 |  |           |                 |                 |  |
|  | Teqüe              | 32               |                  |            |                 |                 |  |           |                 |                 |  |
|  | CURNE              | 19               |                  |            |                 |                 |  |           |                 |                 |  |
|  | CURNE              | 19               |                  | Teqüe      | 14              |                 |  |           |                 |                 |  |
|  |                    |                  |                  | Teqüe      | 14              |                 |  |           |                 |                 |  |
|  |                    |                  | Huirapuca        | 24         |                 |                 |  |           |                 |                 |  |
|  | Huirapuca          | 40               | Huirapuca        | 24         |                 |                 |  |           |                 |                 |  |
|  | Huirapuca          | 40               |                  |            |                 |                 |  |           |                 |                 |  |
|  | CRAI               | 19               |                  |            |                 |                 |  |           |                 |                 |  |
|  | CRAI               | 19               |                  |            |                 |                 |  | Huirapuca | 28              |                 |  |
|  |                    |                  |                  |            |                 |                 |  | Huirapuca | 28              |                 |  |
|  |                    |                  | Córdoba Athletic | 11         |                 |                 |  |           |                 |                 |  |
|  | Neuquén RC         | 12               | Córdoba Athletic | 11         |                 |                 |  |           |                 |                 |  |
|  | Neuquén RC         | 12               |                  |            |                 |                 |  |           |                 |                 |  |
|  | Lince              | 6                |                  |            |                 |                 |  |           |                 |                 |  |
|  | Lince              | 6                |                  | Neuquén RC | 12              |                 |  |           |                 |                 |  |
|  |                    |                  |                  | Neuquén RC | 12              |                 |  |           |                 |                 |  |
|  |                    |                  | Córdoba Athletic | 39         |                 |                 |  |           |                 |                 |  |
|  | Córdoba Athletic   | 33               | Córdoba Athletic | 39         |                 |                 |  |           |                 |                 |  |
|  | Córdoba Athletic   | 33               |                  |            |                 |                 |  |           |                 |                 |  |
|  | Mar del Plata Club | 5                |                  |            |                 |                 |  |           |                 |                 |  |
|  | Mar del Plata Club | 5                |                  |            |                 |                 |  |           |                 |                 |  |
|  |                    |                  |                  |            |                 |                 |  |           |                 |                 |  |

### Cuartos de final
| 3 de noviembre | Teqüe | 32 - 19 | CURNE |                                     |                                     |
|                |       | Reporte |       | Árbitro(s): Eugenio Morra (Córdoba) | Árbitro(s): Eugenio Morra (Córdoba) |

| 3 de noviembre | Huirapuca | 40 - 19 | CRAI |                                    |                                    |
|                |           | Reporte |      | Árbitro(s): Claudio Antonio (Cuyo) | Árbitro(s): Claudio Antonio (Cuyo) |

| 3 de noviembre | Neuquén RC | 12 - 6  | Lince |                                        |                                        |
|                |            | Reporte |       | Árbitro(s): Ramiro García Gamero (Sur) | Árbitro(s): Ramiro García Gamero (Sur) |

| 3 de noviembre | Córdoba Athletic | 33 - 5  | Mar del Plata Club |                                       |                                       |
|                |                  | Reporte |                    | Árbitro(s): Federico Fioravanti (Sur) | Árbitro(s): Federico Fioravanti (Sur) |

### Semifinal
| 10 de noviembre | Teqüe | 14 - 24 | Huirapuca |                                         |                                         |
|                 |       | Reporte |           | Árbitro(s): Martín Rodríguez (Santa Fe) | Árbitro(s): Martín Rodríguez (Santa Fe) |

| 10 de noviembre | Neuquén RC | 12 - 39 | Córdoba Athletic |                                 |                                 |
|                 |            | Reporte |                  | Árbitro(s): Andrés Ramos (Cuyo) | Árbitro(s): Andrés Ramos (Cuyo) |

### Final
| 17 de noviembre | Huirapuca | 28 - 11 | Córdoba Athletic |                                                                  |                                                                  |
|                 |           | Reporte |                  | Asistencia: 2000 espectadores Árbitro(s): Mauro Rivera (Rosario) | Asistencia: 2000 espectadores Árbitro(s): Mauro Rivera (Rosario) |

| Bandera de la Provincia de Tucumán |
| Huirapuca Campeón                  |
| Segundo título                     |
|                                    |